# Torso Gaddi
Il Torso Gaddi è una scultura frammentaria in marmo (h 84,4 cm) di ambito ellenistico, probabilmente della scuola di Pergamo, databile al II secolo a.C. e conservato nella Galleria degli Uffizi a Firenze.

## Storia
L'opera, probabilmente un frammento di centauro, fu in tutta probabilità scavata a Roma e, stando a una possibile menzione di Vasari, appartenuta a Lorenzo Ghiberti, i cui discendenti la cedettero poi a Giovanni Gaddi, cherico di Camera del papa.
Opera ben nota nel Cinquecento, fu amata dagli artisti, che ne copiarono spesso la possente muscolatura e la posa "inclinata"; la citarono ad esempio lo stesso Ghiberti nel suo Sacrificio di Isacco, il Rosso Fiorentino nel Cristo morto compianto da quattro angeli, o da Amico Aspertini nell'Adorazione dei pastori, ma dovette ispirare anche il giovane Michelangelo Buonarroti e, più tardi, Rubens. All'epoca si credeva che rappresentasse il torso di un satiro. Similmente al torso di Belvedere, l'opera non fu mai integrata da aggiunte e restauri successivi.
Nel 1778 fu acquistato dal granduca Pietro Leopoldo che lo destinò alle Gallerie fiorentine.

## Descrizione e stile
L'opera è di solito riferita copia vicina a un prototipo del II secolo a.C., raffigurante un centauro con le braccia legate dietro la schiena e facente parte di un gruppo con un centauro giovane, libero ed esuberante, e uno anziano, martoriato da un amorino che lo cavalcava colpendolo con la frusta. Il gruppo formava una metafora erotica legata alle diverse conseguenze dell'amore in età giovanile o avanzata. Inoltre la presenza dell'amorino simboleggiava il potere di Eros, capace di domare anche gli orgogliosi centauri.
Per la tensione dinamica e il modellato molto rifinito l'opera è stata messa in relazione con la scuola di Pergamo.